# Región de Los Ríos
Die Región de Los Ríos (Übersetzt: Region der Flüsse) ist eine der 16 Verwaltungsregionen Chiles. Sie grenzt im Norden an die Región de La Araucanía, im Osten an Argentinien, im Süden an die Región de Los Lagos und im Westen an den Pazifik. Naturräumlich liegt die Region im Kleinen Süden Chiles. Die Hauptstadt und zugleich auch größte Stadt der Region ist Valdivia.

## Geschichte
Das Gebiet der heutigen Región de Los Ríos wurde von den Vorfahren der Mapuche bewohnt. Das Reich der Inka konnte sich trotz einzelner Eroberungsversuche nicht in den Süden des Kontinents ausdehnen. Erst Mitte des 16. Jahrhunderts kamen spanische Eroberer nach Chile. 1544 gelangte mit Juan Bautista Pastene erstmals ein Europäer in die Region. 8 Jahre später erforschte Pedro de Valdivia, der zur damaligen Zeit königlich spanischer Gouverneur von Chile war und wenige Jahre zuvor die Hauptstadt Santiago de Chile gegründet hatte, das Land und gründete am Ufer des dortigen Flusses die Ortschaft Santa María la Blanca de Valdivia, die heute nur als Valdivia bekannt ist. Schon binnen weniger Jahre siedelten dort einige Einwanderer. Im Zuge des kurz darauf ausgebrochenen Arauco-Krieges zwischen den einheimischen Mapuche und den spanischen Eroberern konnten die Mapuche die Spanier jedoch zurückdrängen. Daraufhin kam es zur sogenannten Zerstörung der Sieben Städte, bei dem die Mapuche nach und nach die sieben Hauptsiedlungen der Spanier eroberten und die Spanier vertrieben, darunter 1599 auch aus Valdivia in der heutigen Región de Los Ríos.
In den folgenden Jahrzehnten wechselte die Herrschaft über die Region, insbesondere aber auch über die Regionshauptstadt Valdivia, mehrfach. Zwischen 1602 und 1604 war die Stadt nochmals kurzzeitig von den Spaniern besetzt, bevor sie nach erneuten Angriffen der Mapuche für längere Zeit verlassen wurde. In den 1640er Jahren wurde die Stadt auch kurzzeitig von niederländischen Eroberern besetzt, eine langfristige Ansiedlung von Kolonisten schlug aber fehl. Kurz darauf wurde Valdivia von den Spaniern als wichtiger Hafen auf dem Weg nach Peru wieder aufgebaut, während die umliegenden Gebiete in der Region weiterhin in der Hand der Mapuche blieben. Bis 1740 unterstand Valdivia auch direkt dem Vizekönigreich Peru. Um sich vor weiteren Angriffen zu schützen, wurden in und um Valdivia eine Vielzahl an Befestigungsanlagen errichtet, zunächst auf der Landseite, im 18. Jahrhundert auch in den Siedlungen seeseitig. Des Weiteren versuchten die Spanier häufig, auch die umliegenden Regionen zu unterwerfen und zu kolonialisieren, was aufgrund großer Widerstände der Mapuche jedoch nur teilweise gelang.
Auch nach der Unabhängigkeitserklärung Chiles 1810 blieb Valdivia zunächst fest in spanischer Hand, erst 1820 fiel die Stadt an die Chilenen. 1821 gründete Bernardo O’Higgins die Stadt La Unión als zentrale Befestigung auf dem Weg nach Osorno. Daraufhin wurde die Provinz Valdivia in den chilenischen Staat fest eingegliedert. In der Folge wurde auch das Umland mehr kolonialisiert, so war ab den 1850er Jahren die Provinz Valdivia neben Osorno und der Region um den Lago Llanquihue ein Zentrum der deutschen Einwanderung nach Chile. Die einheimischen Mapuche wurden mehr und mehr zurückgedrängt.

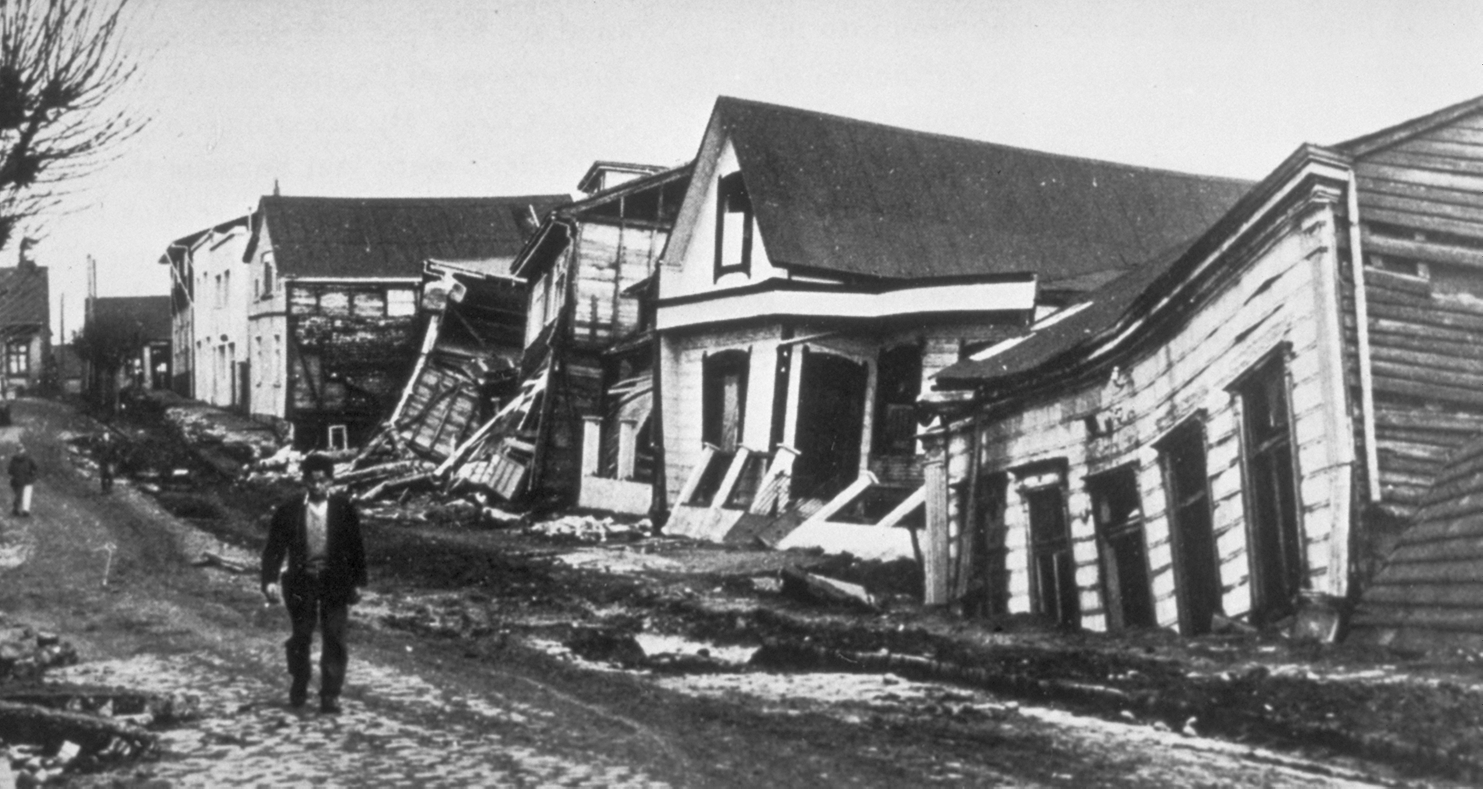
Zerstörung nach dem Erdbeben von Valdivia 1960

In der Folgezeit entwickelte sich Valdivia zu einer der am meisten industrialisierten Städte Chiles. Davon profitierte auch die Region. Im Jahre 1960 kam es jedoch zum Erdbeben von Valdivia, dem bis heute stärksten gemessenen Erdbeben der Geschichte. Dabei wurde neben Valdivia auch die gesamte Region größtenteils zerstört und musste in den folgenden Jahren komplett wieder aufgebaut werden. Dies führte zu einem Abschwung der Region. Während der Militärdiktatur von Augusto Pinochet wurde Chile territorial neu organisiert und die Provinz Valdivia wurde in die X. Region mit der Hauptstadt Puerto Montt eingegliedert. Anfang der 2000er wurden unter Präsident Ricardo Lagos Forderungen nach einer eigenständigen Region um Valdivia lauter. Schließlich begannen die 2004 Maßnahmen zur Schaffung einer neuen Region. Diese sollte zunächst auch die Provinz Osorno umfassen, deren Einwohner sich in einem Referendum jedoch für einen Verbleib in der (X.) Región de los Lagos entschieden. Im Dezember 2006 verabschiedete der Nationalkongress ein Gesetz zur Schaffung der neuen XIV. Region, die Los Ríos heißen sollte. Das Gesetz wurde danach vom Obersten Gerichtshof Chiles bestätigt. Schließlich unterzeichnete Präsidentin Michelle Bachelet am 16. März 2007 das Gesetz Nummer 20.174, mit dem sie zum 2. Oktober 2007 die XIV Región de Los Ríos errichtete, die die beiden Provinzen Valdivia und Ranco umfasste. Mit der Regionalverwaltungsreform von 2018 erhielt die Region ihre heutige Bezeichnung Región de Los Ríos.

## Geografie und Tourismus
Die Region wird im Osten durch die Anden und im Westen durch den Pazifischen Ozean begrenzt. Dazwischen gibt es heute viel Ackerland, aber die Region ist auch immer noch von viel Wald geprägt, insbesondere durch Valdivianischen Regenwald. Die Hauptgewässer der nach ihren Flüssen benannten Region sind der Río Valdivia und der Río Bueno, sowie ihre kleineren Zuläuferflüsse. Daneben gibt es in der Region auch einige Seen, darunter den Lago Panguipulli, den Lago Riñihue sowie den Lago Calafquén. Sowohl touristisch als auch landschaftlich besonders wertvoll sind die Naturschutzgebiete der Region. Hauptsächlich ist das der Parque Nacional Alerce Costero, der sich südlich von Valdivia und westlich von La Unión befindet. Dort werden vor allem Patagonische Zypressen geschützt, die teilweise über 3500 Jahre alt sind. Für Touristen wurden im Park Wanderwege angelegt. Daneben gibt es in der Region auch noch Reserva Nacional Mocho-Choshuenco, das sich um den gleichnamigen Vulkan befindet, sowie das private Reserva Biológica Huilo-Huilo in der Region.
Für Touristen ist neben der Natur zweifelsohne die Regionshauptstadt Valdivia ein beliebtes Ziel. Dort gibt es neben der Küstenstraße Costanera auch Überreste der spanischen Kolonialzeit und deutschen Kolonialisierung zu begutachten. Besonders beliebt sind auch die erhaltenen Befestigungsanlagen in den Dörfern am Pazifischen Ozean, wie beispielsweise in Corral oder Niebla.

## Wirtschaft und Infrastruktur
Die Wirtschaft der Region basiert noch immer stark auf der Land-, Vieh- und Forstwirtschaft. Daneben sind auch die Zellstofffabrik und der Hafen von Valdivia wichtige Wirtschaftspunkte der Region. Auch der Tourismus spielt nach wie vor eine wichtige Rolle. Dafür ist vor allem der Flughafen Valdivia ein wichtiger Faktor, von ihm werden regelmäßig Flüge nach Santiago de Chile angeboten. Außerdem gibt es einige regionale Flugplätze. Außerdem läuft die Ruta 5 mitten durch die Region, womit sie mit dem gesamten Rest von Chile verbunden ist.

## Verwaltungsgliederung
In der Región de los Ríos leben, nach dem Census von 2017, insgesamt 384.837 Einwohner. Davon leben mit 166.080 Einwohnern etwas weniger als die Hälfte in der Regionalhauptstadt Valdivia. Die nächstgrößeren Städte der Region sind La Unión, Panguipulli und Río Bueno mit jeweils etwas mehr als 30.000 Einwohnern. Noch etwa 1/4 der Bewohner der Region ist den Mapuchen zugehörig.
| \| Provinz \| Verwaltungszentrum \| Kommune \| Einwohner (2017)[13] \| \| -------- \| ------------------ \| ------------- \| -------------------- \| \| Valdivia \| Valdivia \| 1 Corral \| 5.302 \| \| Valdivia \| Valdivia \| 2 Lanco \| 16.752 \| \| Valdivia \| Valdivia \| 3 Los Lagos \| 19.634 \| \| Valdivia \| Valdivia \| 4 Máfil \| 7.095 \| \| Valdivia \| Valdivia \| 5 Mariquina \| 21.278 \| \| Valdivia \| Valdivia \| 6 Paillaco \| 20.188 \| \| Valdivia \| Valdivia \| 7 Panguipulli \| 34.539 \| \| Valdivia \| Valdivia \| 8 Valdivia \| 166.080 \| \| Ranco \| La Unión \| 9 Futrono \| 14.665 \| \| Ranco \| La Unión \| 10 La Unión \| 38.036 \| \| Ranco \| La Unión \| 11 Lago Ranco \| 9.896 \| \| Ranco \| La Unión \| 12 Río Bueno \| 31.372 \| |                    |               |                  |
| Provinz | Verwaltungszentrum | Kommune       | Einwohner (2017) |
| Valdivia | Valdivia           | 1 Corral      | 5.302            |
| Valdivia | Valdivia           | 2 Lanco       | 16.752           |
| Valdivia | Valdivia           | 3 Los Lagos   | 19.634           |
| Valdivia | Valdivia           | 4 Máfil       | 7.095            |
| Valdivia | Valdivia           | 5 Mariquina   | 21.278           |
| Valdivia | Valdivia           | 6 Paillaco    | 20.188           |
| Valdivia | Valdivia           | 7 Panguipulli | 34.539           |
| Valdivia | Valdivia           | 8 Valdivia    | 166.080          |
| Ranco | La Unión           | 9 Futrono     | 14.665           |
| Ranco | La Unión           | 10 La Unión   | 38.036           |
| Ranco | La Unión           | 11 Lago Ranco | 9.896            |
| Ranco | La Unión           | 12 Río Bueno  | 31.372           |

## Fotogalerie

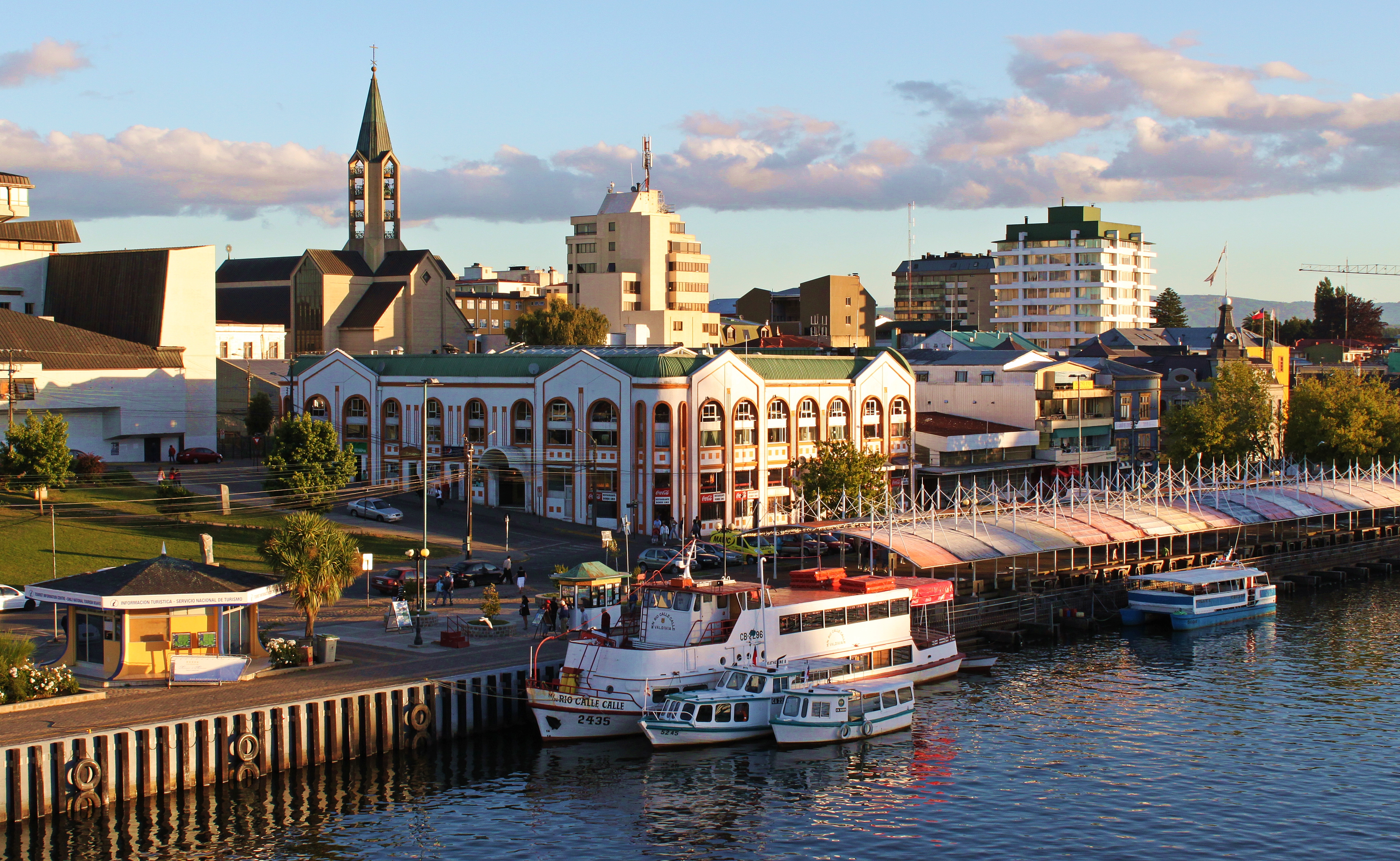
Die Costanera von Valdivia
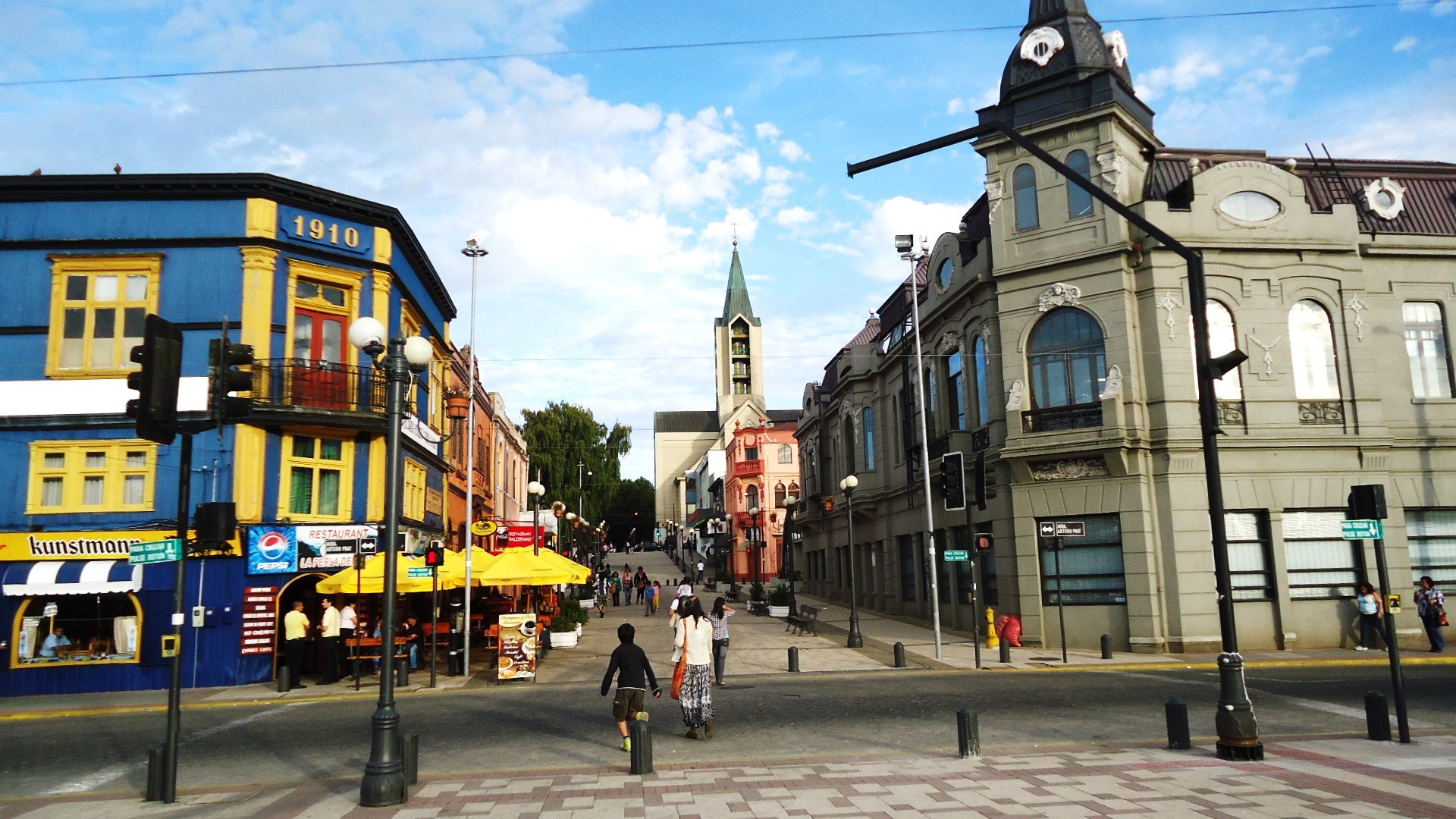
Innenstadt von Valdivia
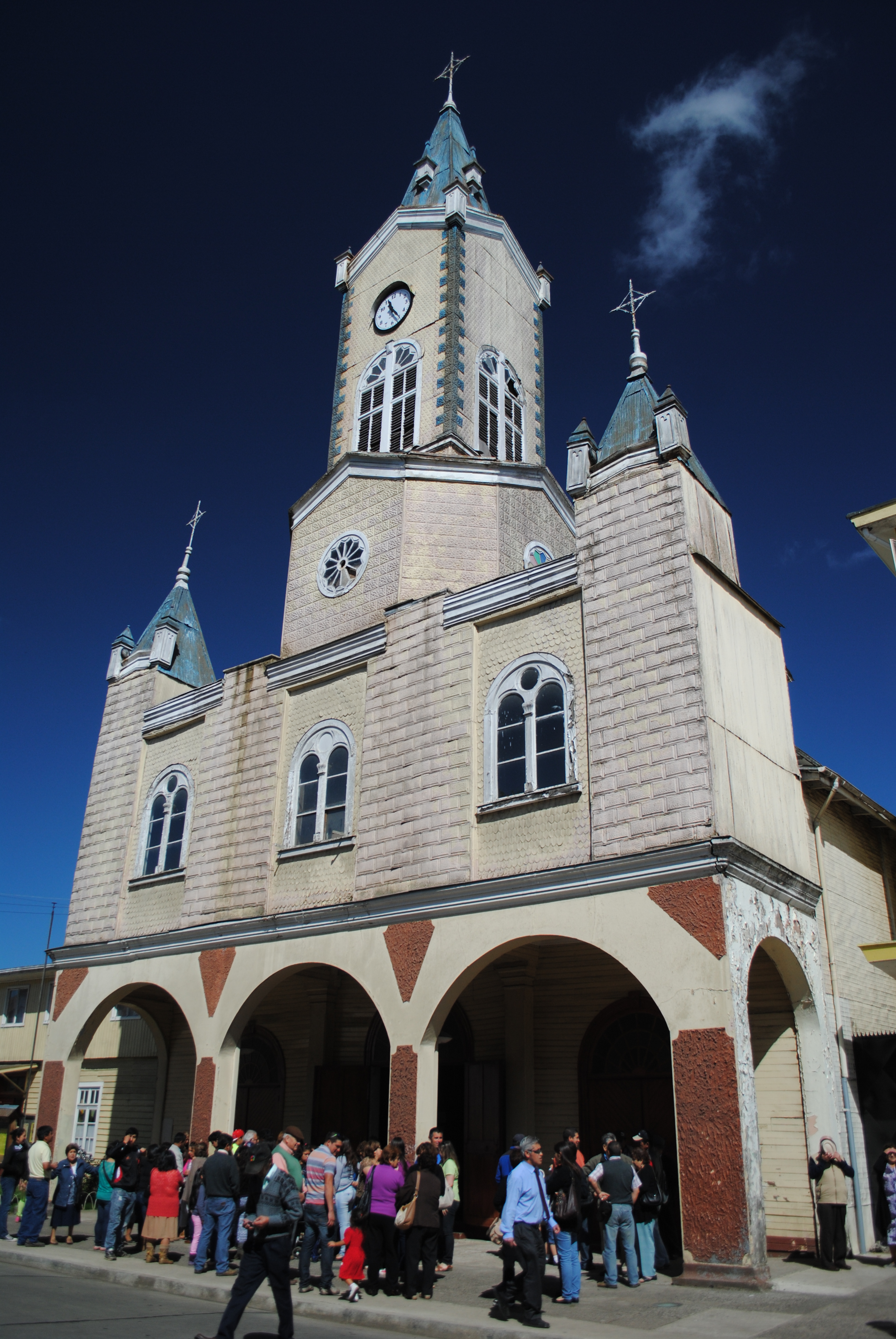
Die Kirche von La Unión
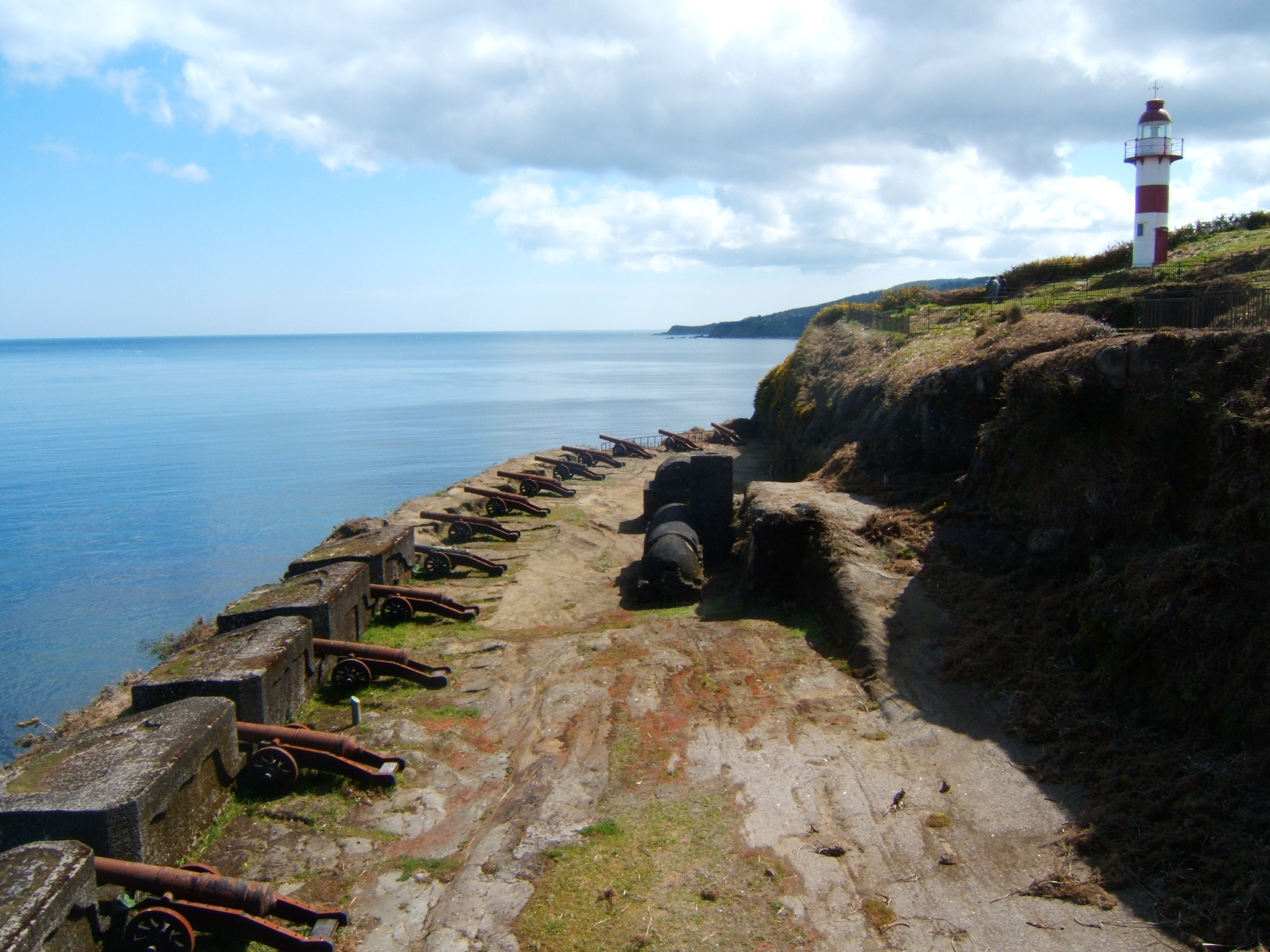
Koloniale Befestigungsanlage in Niebla
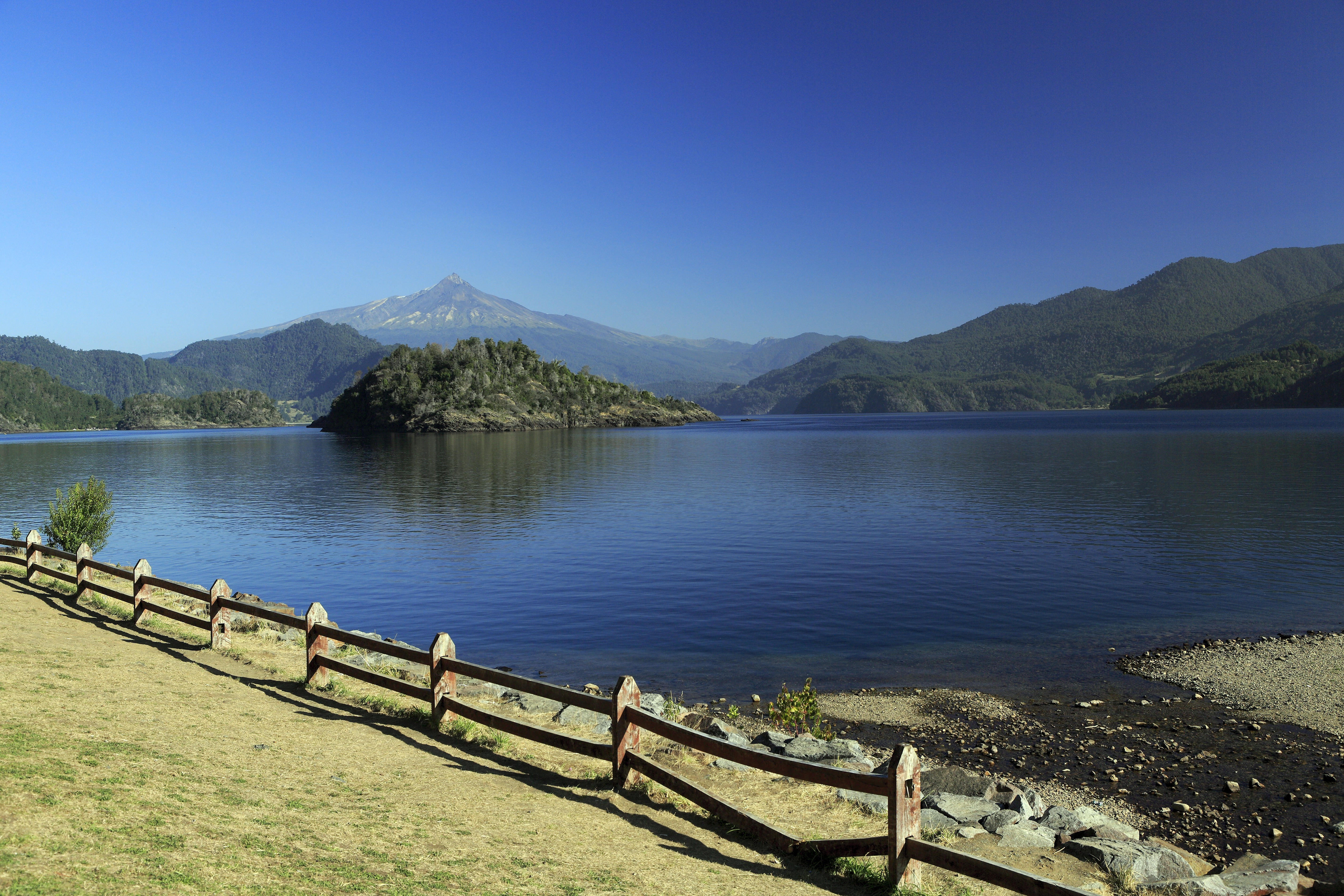
Der Lago Panguipulli mit dem Vulkan Mocho-Choshuenco
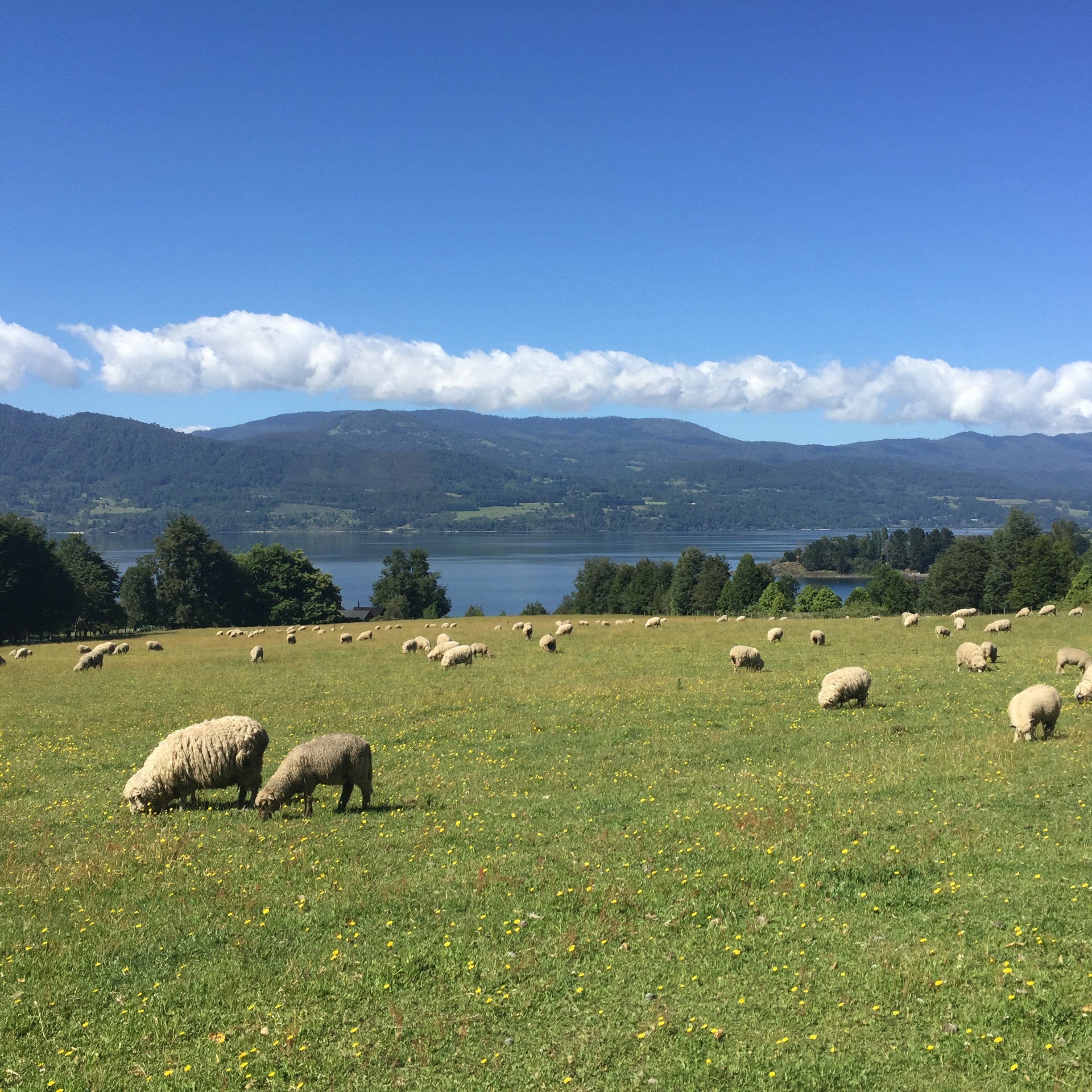
Land- und Viehwirtschaft in der Region
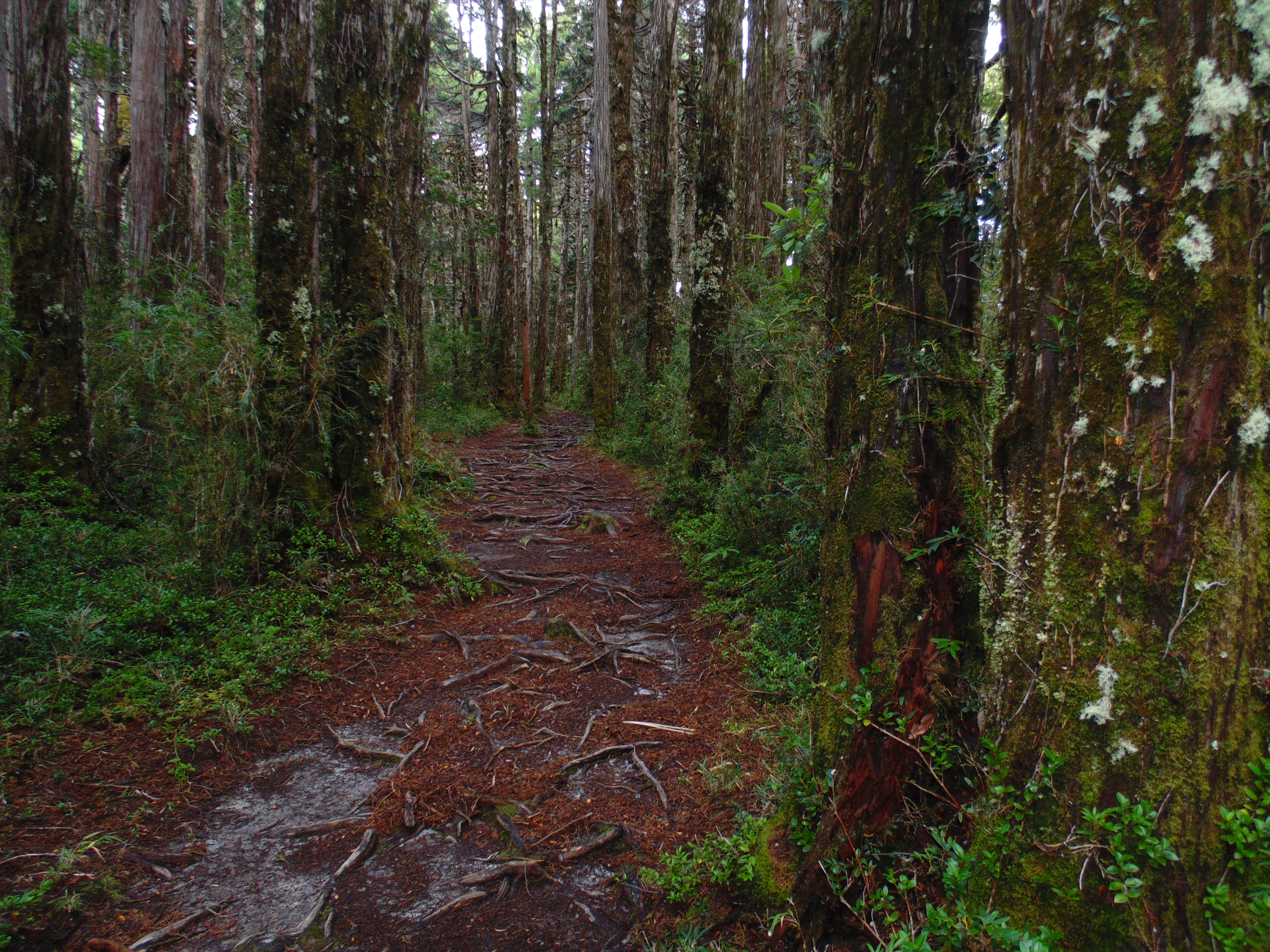
Regenwald im Parque Nacional Alerce Costero